# Loučka (Olomouc)
Loučka é uma comuna checa localizada na região de Olomouc, distrito de Olomouc.